# Паганелла, Серджо
Се́рджо Пагане́лла (итал. Sergio Paganella, 1 августа 1911, Либола — 2 июня 1992, Милан) — итальянский баскетболист. Участник летних Олимпийских игр 1936 года, серебряный призёр чемпионата Европы 1937 года.

## Биография
Серджо Паганелла родился 11 августа 1911 года в итальянской деревне Либола. В юности переехал в Милан.
В 1930 году начал играть за первый в карьере клуб «Санто-Стефано» из Милана. В 1935—1940 годах выступал в «Борлетти», в составе которого четыре раза становился чемпионом Италии (1936—1939).
В 1935 году участвовал в чемпионате Европы в Женеве, где итальянцы заняли 7-е место.
В 1936 году вошёл в состав сборной Италии по баскетболу на летних Олимпийских играх в Берлине, занявшей 7-е место. Провёл 4 матча, набрал 41 очко (24 — в матче со сборной Германии, 9 — с Польшей, по 4 — с Чили и Мексикой).
В 1937 году завоевал серебряную медаль чемпионата Европы в Риге.
В течение карьеры провёл за сборную Италии 21 матч, набрал 82 очка.
В 1940 году прервал спортивную карьеру из-за военной службы, которую проходил в батальоне Сан-Марко.
В 1942—1943 годах тренировал женскую баскетбольную команду гребного клуба «Милан», с которой выиграл чемпионат Италии. Занимался водным поло, лыжными гонками, теннисом, боксом, гимнастикой.
В 1935 году получил экономическое образование. Работал в компании «Борлетти», затем открыл небольшую фирму, занимавшуюся сантехническим оборудованием. Руководил ею до 1986 года.
Умер 2 июня 1992 года в Милане.